# MasterCard Classic
MasterCard Classic to kobiecy zawodowy turniej golfowy organizowany w ramach cyklu LPGA Tour. Pierwsza edycja tych zawodów miała miejsce w 2005. Od tego czasu odbywa się on w tym samym miejscu na polu golfowym Bosque Real Country Club w mieście Meksyk.
Ostatnią edycję wygrała Amerykanka Pat Hurst.

## Zwyciężczynie
| Data               | Mistrzyni         | Wynik              | Przewaga    | 2. miejsce                     |
| ------------------ | ----------------- | ------------------ | ----------- | ------------------------------ |
| 22 marca 2009(dts) | Pat Hurst         | -10 (68-70-68=206) | 1 uderzenie | Yani Tseng, Lorena Ochoa       |
| 16 marca 2008(dts) | Louise Friberg    | -6 (72-73-65=210)  | 1 uderzenie | Yani Tseng                     |
| 11 marca 2007(dts) | Meaghan Francella | -11 (68-68-69=205) | dogrywka    | Annika Sörenstam               |
| 12 marca 2006(dts) | Annika Sörenstam  | -8 (67-71-70=208)  | 1 uderzenie | Helen Alfredsson, Seon Hwa Lee |
| 6 marca 2005(dts)  | Annika Sörenstam  | -7 (70-71-68=209)  | 3 uderzenia | Karrie Webb                    |

## Historia
| Data             | Miejsce zawodów          | Pula nagród | Nagroda za 1. miejsce |
| ---------------- | ------------------------ | ----------- | --------------------- |
| 20-22 marca 2009 | Bosque Real Country Club | $1.300.000  | $195.000              |
| 14-16 marca 2008 | Bosque Real Country Club | $1.300.000  | $195.000              |
| 9-11 marca 2007  | Bosque Real Country Club | $1.200.000  | $180.000              |
| 10-12 marca 2006 | Bosque Real Country Club | $1.200.000  | $180.000              |
| 4-6 marca 2005   | Bosque Real Country Club | $1.200.000  | $180.000              |